# Idrissa Ouédraogo

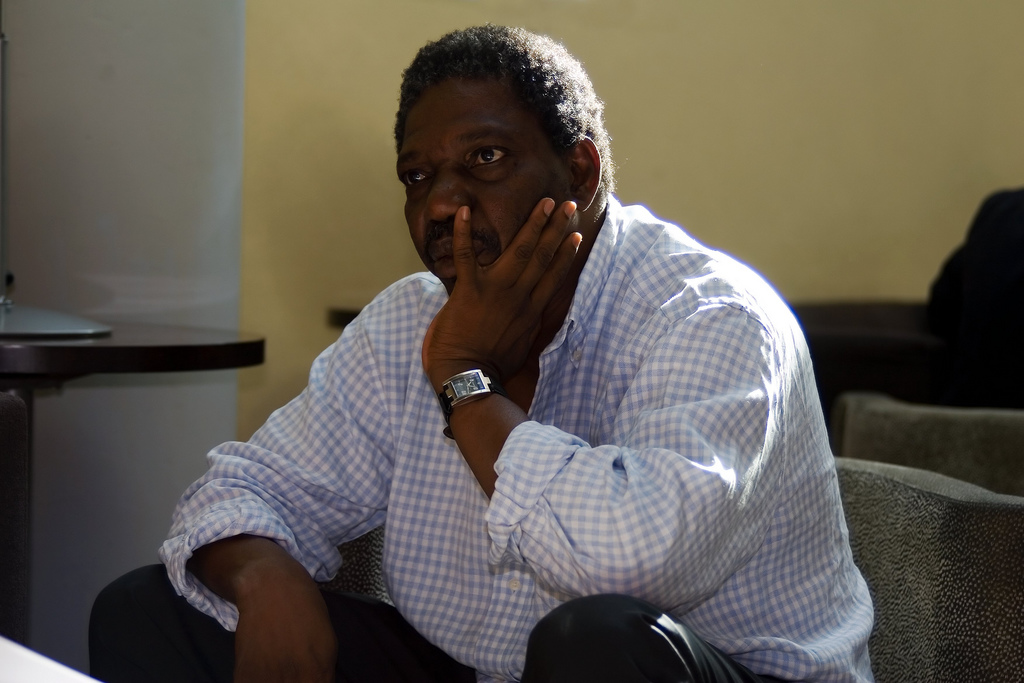
Idrissa Ouédraogo, Cines del Sur 2007

Idrissa Ouédraogo (* 21. Januar 1954 in Banfora, Obervolta; † 18. Februar 2018 in Ouagadougou) war ein burkinischer Filmemacher.

## Leben und Karriere
Seine Ausbildung absolvierte Ouédraogo in Ouagadougou, Paris und Kiew. Nach Erlangen eines Diploms am Institut africain d’études cinématographiques in Ouagadougou arbeitete er ab 1981 an verschiedenen Kurzfilmen, darunter Poko, der beim panafrikanischen Filmfestival FESPACO den ersten Preis gewann. 1986 drehte er seinen ersten Spielfilm Yaam Dabo, dem 1989 Yaaba – Großmutter und 1990 Tilaï folgten, der beim Festival in Cannes 1990 den Großen Preis der Jury erhielt.
Im Jahr 2002 nahm er mit einer Episode an dem Film 11′09″01 – September 11 teil. Ouédraogo produzierte außerdem die Fernsehserie Kadi Jolie, die auch im französischen Fernsehen gezeigt wurde.
2017 wurde er in die Academy of Motion Picture Arts and Sciences (AMPAS) aufgenommen, die jährlich die Oscars vergibt.

## Filmografie
- 1986: Yam Daabo
- 1989: Yaaba – Großmutter (Yaaba)
- 1990: Tilaï[3]
- 1991: Karim und Sala (A Karim na Sala)
- 1992: Samba Traoré
- 1994: Le Cri du cœur
- 1997: Kini and Adams
- 2002: 11′09″01 – September 11
- 2003: La Colère des dieux